# Kwasi Boachi

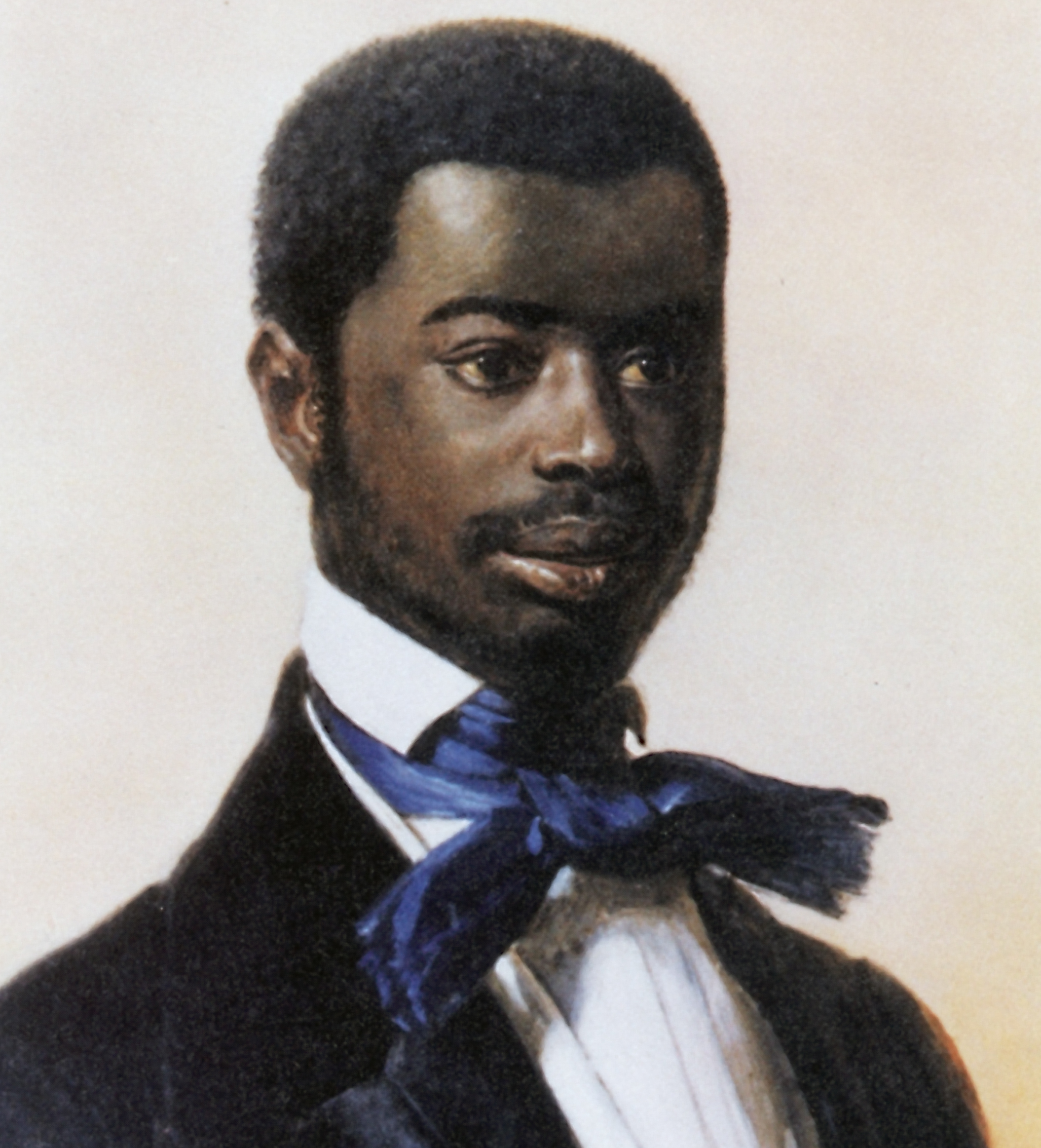
Kwasi Boachi, 1849 in Dresden, Porträt von Carl Vogel von Vogelstein

Prinz Akwasi Boachi von Aschanti (Kwasi Boachi) (24. April 1827 – 9. Juni 1904) war der älteste Sohn und ein Prinz des Aschantireiches, der von seinem Vater König Kwaku Dua I. Panyin 1837 zusammen mit seinem Cousin Kwame Poku, dem Thronerben, im Zusammenhang mit Verhandlungen zwischen den Aschanti und den Holländern über Rekrutierung von Aschantisoldaten für die holländische Ostindienarme in die Niederlande geschickt wurde.
Generalmajor Verveer hatte im Namen der niederländischen Regierung im Jahre 1837 ein Abkommen mit dem König geschlossen, wonach dieser jährlich mehrere tausend Soldaten nach Niederländisch-Ostindien liefern sollte.

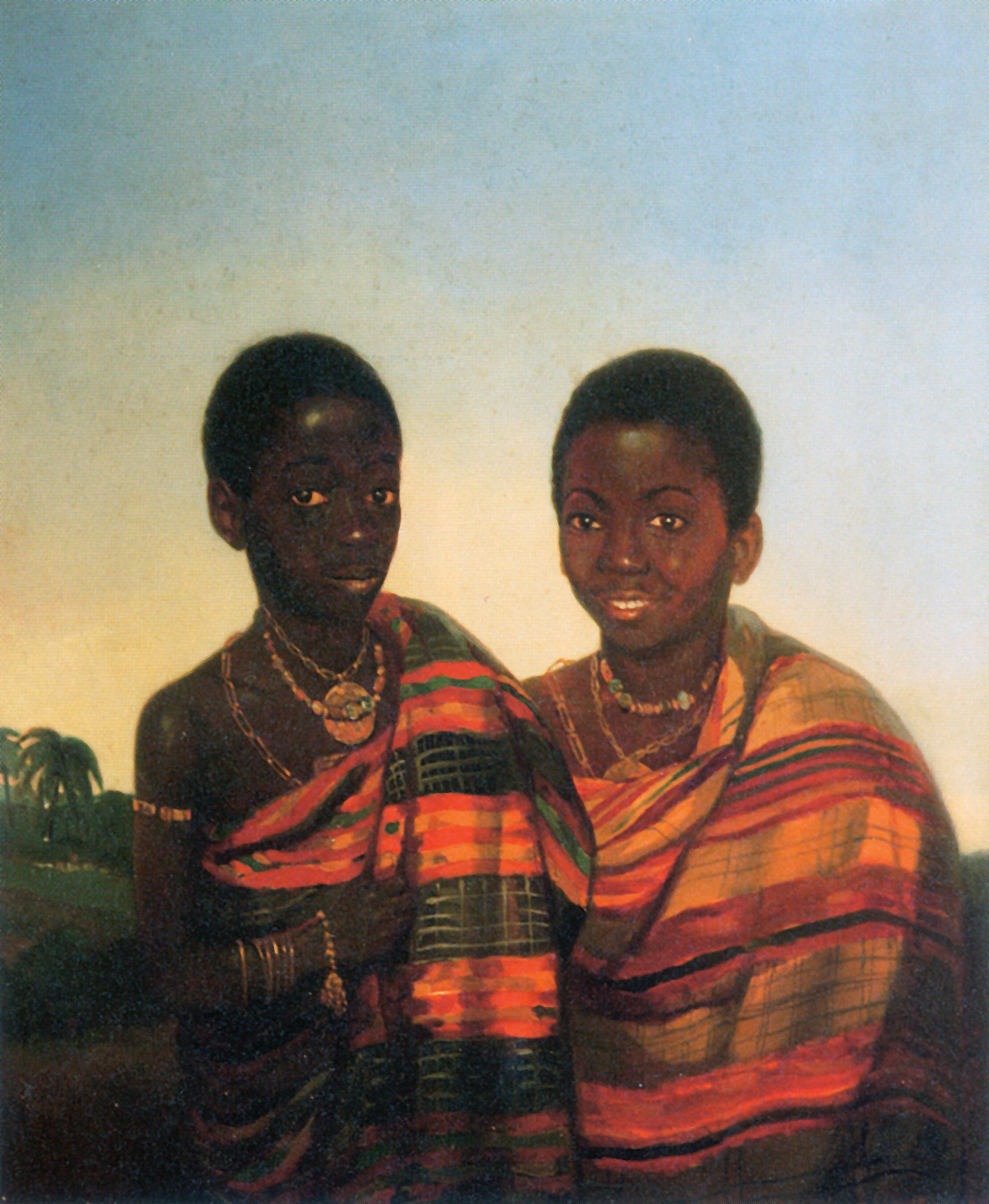
Kwasi Boakye und sein Cousin Kwame Poku, Gemälde von J. L. Cornet

Kwasi Boachi reiste am 18. März 1837 mit einer niederländischen Expedition aus Kumasi ab, er war etwa 10 Jahre alt.
Die beiden wurden freundlich empfangen, waren auch häufig Gäste bei Wilhelm II. (Niederlande), Kwasi freundete sich mit Herrmann von Sachsen-Weimar-Eisenach an und blieb bis zu dessen Tode 1901 in regelmäßigem Briefwechsel mit dem späteren württembergischen General.
Sie erhielten eine ausgezeichnete Ausbildung, lernten englisch, französisch und deutsch. Sie wurden 1843 getauft und Mitglieder der Niederländischen-reformierten Kirche.
Im August 1843 fand Kwasi Boachi Aufnahme in die Delfter Königlichen Akademie für eine Ingenieursausbildung zum Bergbauingenieur. Er graduierte 1847.
Sein Cousin Kwame Poku kehrte wie geplant 1847 an die holländische Goldküste zurück, trat als Korporal in niederländische Dienste, bekam aber den versprochenen Offiziersrang verweigert. Dessen Selbstmord 1850 verstärkte Kwasi Boachis Bestreben, "sich aus der niederländischen Bevormundung zu befreien".

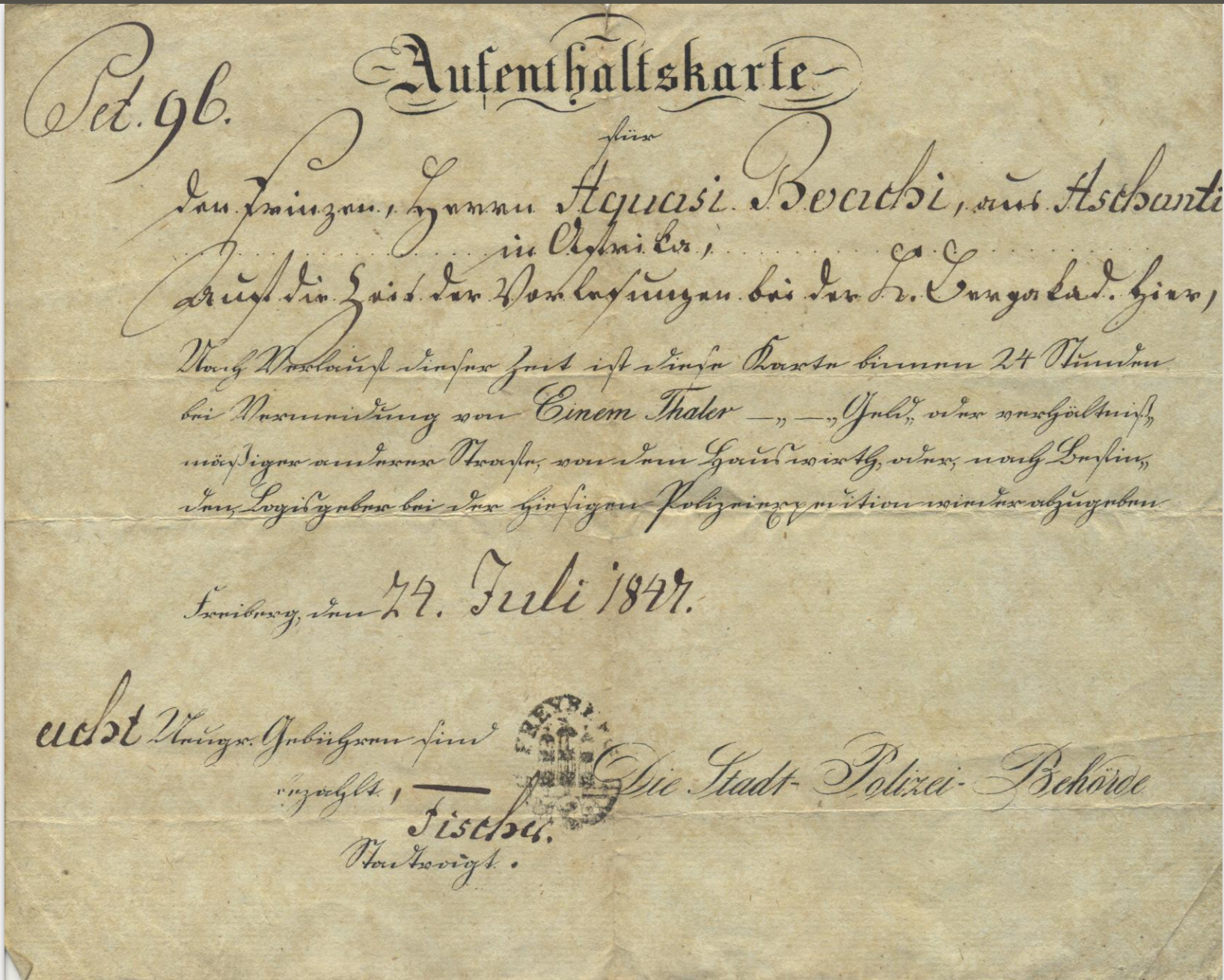
Aufenthaltserlaubnis Freiberg

Mit Unterstützung des niederländischen Königs (200 Gulden pro Monat) erhielt er die Möglichkeit, seine Studien an der Bergakademie Freiberg in Sachsen bei Bernhard von Cotta fortzuführen. Mit der Matrikelnummer 1637 wurde er am 1. September 1847 immatrikuliert.
Während seiner Studien an der Bergakademie Freiberg wohnte er bei Christiana Carolina Geudtner auf der Petersstr. bzw. an der Ecke Rinnengasse und Petersstrasse.
Er behielt die Zeit in Freiberg mit den zahlreichen persönlichen Begegnungen in bester Erinnerung, stiftete für die Verwundeten während des Deutsch-Französischen Krieges 1870 1000 Gulden nach Freiberg.
Auch auf die Nachricht des Ablebens seiner damaligen Wirtin 1882 schrieb er einen würdigen Kondolenzbrief zurück (s. Freiberger Anzeiger 25. Aug 1882).
Nach Beendigung seines Studiums in Freiberg kehrte er in die Niederlande zurück und wurde 1850 unter der Leitung von C. de Groot van Embden nach Niederländisch-Indien geschickt. Offenbar hatte dieser die Vorstellung, Boachi dürfe niemals an der Spitze des Corps der Bergbauingenieure stehen, es solle keinem europäischen Ingenieur gestattet sein, unter ihm zu dienen.
Dort wurde er von seinem Vorgesetzten, Cornelius de Groot van Embden, wiederholt diskriminiert, so wurde er entgegen gemachter Zusagen nicht zum Oberingenieur befördert "und zwar seiner Hautfarbe wegen". (zit. n.Arnold)
Nach seinen Beschwerden erhielt er 1857 eine finanzielle Entschädigung in Form einer Zulage von zunächst 500 Gulden ab 1857, ab 1894 erhöht auf 600 Gulden pro Monat, darüber hinaus ein Landgut in Bantar Peteh, südlich von Bogor.
Dort starb er 1904.

## Rezeption
Das Porträt von Kwasi Boachi, das um 1849 von dem klassizistischen Maler Carl Vogel von Vogelstein angefertigt wurde, gilt heute als eines der wenigen erhaltenen bildlichen Zeugnisse afrikanischer Präsenz im höfischen Umfeld des 19. Jahrhunderts in Europa. In kunsthistorischen wie postkolonialen Kontexten wird das Gemälde zunehmend als visuelle Quelle für koloniale Repräsentation und Selbstbehauptung gelesen. Es ist unter anderem Gegenstand von Ausstellungen zur afrikanischen Diaspora in Europa und dient als Ausgangspunkt für kritische Auseinandersetzungen mit kolonialen Bildpolitiken und Identitätsfragen im 19. Jahrhundert.

## Schriften (Auswahl)

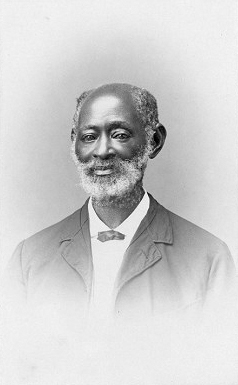
Photographie aus dem Jahre 1899

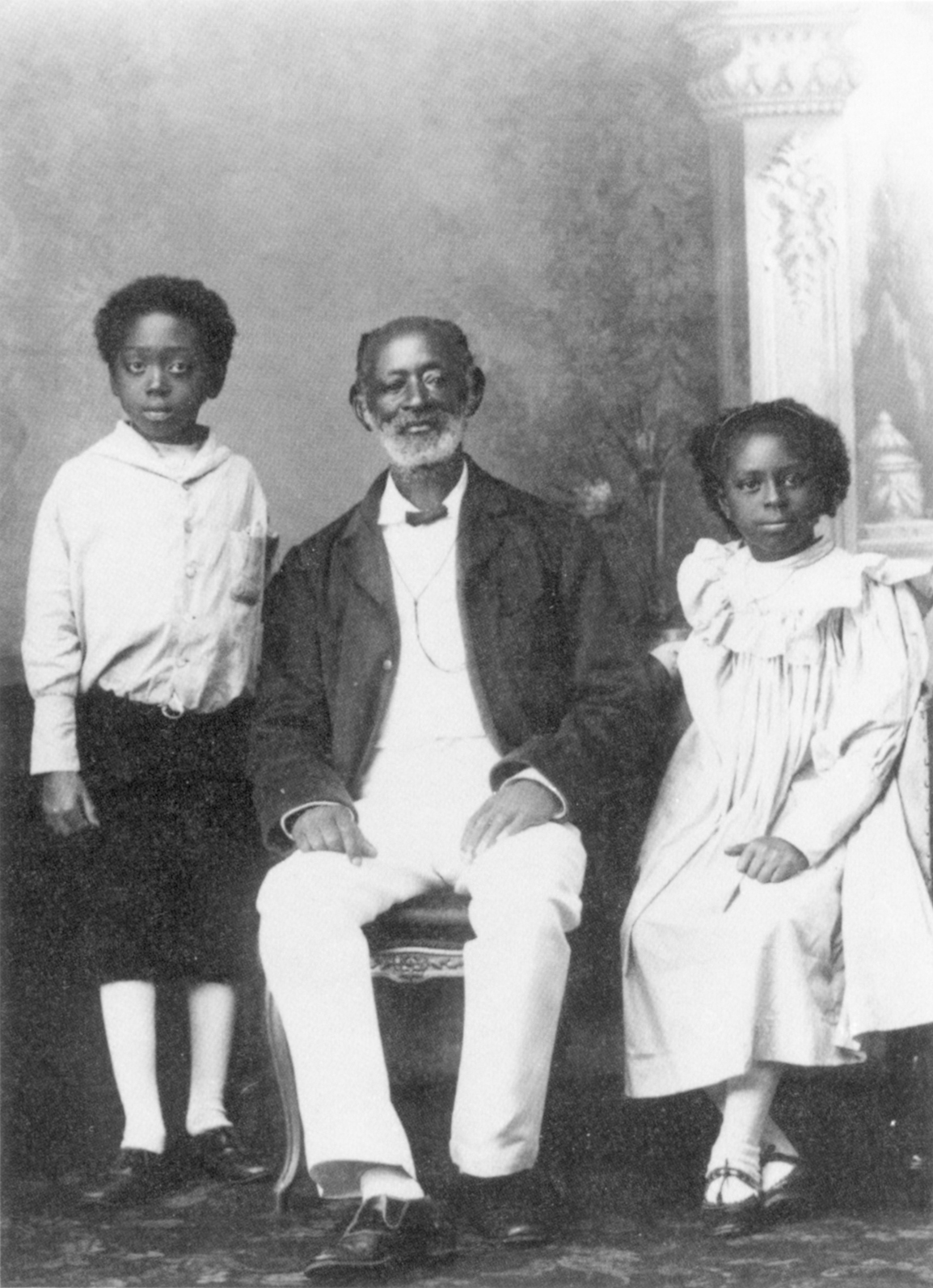
Kwasi Boakye mit zwei seiner Kinder in Java um 1900

- Notizen über die Chinesen auf der Insel Java. In: Zeitschrift der Deutschen Morgenländischen Gesellschaft, Band 9. 1855. S. 808–823 (Digitalisat).